# Mesurne
Mesurne (em armênio: Մծուրն; romaniz.: Mtsurn) foi um antiga cidade do Reino da Armênia no Eufrates, cuja localização exata é incerta. Josef Markwart sugeriu que estivesse na confluência do Eufrates, Arsânias (atual Murade) e Cara Su, mas Suren Eremyan e Heinrich Hübschmann a colocaram em Taraunitis não muito longe de Astisata. A tradição preservada por Fausto, o Bizantino e na História Primária coloca o rei Sanatruces I como seu fundador. Moisés de Corene alegou que um grande terremoto destruiu a cidade e que Sanatruces a reconstruiu com muralhas duplas e uma estátua sua segurando uma moeda foi erguida no centro da cidade.  Sebeos menciona o palácio real de Sanatruces e alega que Mar Abas Catina nasceu ali. Hakob Manandian sugeriu que possa ter deixado de existir no século V, pois Fausto, cuja obra foi datada desse século, a menciona no passado.